# Primaris Airlines
Primaris Airlines Inc. war eine US-amerikanische Charter-Fluggesellschaft mit Sitz in Las Vegas. Der Heimatflughafen der Gesellschaft war der Flughafen Las Vegas.

## Geschichte
Das Unternehmen wurde im Jahre 2002 gegründet und nahm am 1. Juni 2004 mit einer nationalen FAR Part 121-Zulassung für die Vereinigten Staaten den Flugbetrieb auf. Primaris Airlines bot Flüge zwischen den Metropolen New York und der Ostküste der USA an sowie Los Angeles und San Francisco an der Westküste des Landes. Das Unternehmen beschäftigte im Januar 2008 140 Mitarbeiter und betrieb drei Boeing 757.
Das Konzept der Fluggesellschaft basierte auf der Symbiose einer effizienten Billigfluggesellschaft und einem Service, der es mit einer Business-Class aufnehmen sollte. Vor dem Hintergrund, dass immer weniger Unternehmen bereit waren, für ihre Mitarbeiter Business-Class Tarife zu bezahlen, aber Billigfluggesellschaften rigoros am Service sparen, wollte die Fluggesellschaft eine Marktnische bedienen. Jedoch beantragte Primaris am 10. Oktober 2008 Insolvenz nach Chapter 11 und stellte den Flugbetrieb zum 1. Dezember 2008 ein.

## Flotte
Die Fluggesellschaft plante, ab 2007 eine Flotte von sparsamen Boeing 737-800 auf den kontinentalen Strecken einzusetzen, nutzte dann aber drei Maschinen des Typs Boeing 757. Auf dem interkontinentalen Flugbetrieb sollte ab 2009 die Boeing 787 eingesetzt werden, unter anderem zwischen New York und Frankfurt. Die Aufträge für die Fertigung der Flugzeuge wurden Boeing 2004 erteilt, damit war Primaris die erste US-amerikanische Luftfahrtgesellschaft, welche die neu entwickelte Boeing 787 bestellt hatte. Die Bestellung umfasste 20 Boeing 787 zum Ausbau des internationalen Flugbetriebes, wurde aber im Juni 2006 einvernehmlich ohne Angabe von Gründen zurückgezogen. Gleichzeitig wurde auch die Bestellung von 20 Boeing 737-800 zurückgezogen und 40 vereinbarte Lieferoptionen zurückgegeben.